# Relais 4 × 400 mètres féminin aux championnats du monde d'athlétisme 1999
Navigation
Athènes 1997 Edmonton 2001
L'épreuve du relais 4 × 400 mètres féminin des championnats du monde d'athlétisme 1999 s'est déroulée les 28 et 29 août 1999 au Stade olympique de Séville, en Espagne. Elle est remportée par l'équipe de Russie (Tatyana Chebykina, Svetlana Goncharenko, Olga Kotlyarova et Natalya Nazarova).

## Résultats

### Finale
| Rang               | Pays       | Athlètes                                                                 | Temps         | Notes |
| ------------------ | ---------- | ------------------------------------------------------------------------ | ------------- | ----- |
| Médaille d'or      | Russie     | Tatyana Chebykina Svetlana Goncharenko Olga Kotlyarova Natalya Nazarova  | 3 min 21 s 98 | WL    |
| Médaille d'argent  | États-Unis | Suziann Reid Maicel Malone-Wallace Michelle Collins Jearl Miles-Clark    | 3 min 22 s 09 | SB    |
| Médaille de bronze | Allemagne  | Anke Feller Uta Rohländer Anja Rücker Grit Breuer                        | 3 min 22 s 43 | SB    |
| 4                  | Tchéquie   | Jitka Burianová Hana Benešová Ludmila Formanová Helena Dziurová-Fuchsová | 3 min 23 s 82 | SB    |
| 5                  | Jamaïque   | Beverly Grant Lorraine Graham Claudine Williams Deon Hemmings            | 3 min 24 s 83 | SB    |
| 6                  | Australie  | Tania van Heer Lee Naylor Susan Andrews Cathy Freeman                    | 3 min 28 s 04 |       |
| 7                  | Cuba       | Julia Duporty Zulia Calatayud Yupalis Diaz Idalmis Bonne                 | 3 min 29 s 19 |       |
| 8                  | Italie     | Virna De Angeli Patrizia Spuri Francesca Carbone Monika Niederstätter    | 3 min 29 s 56 |       |

## Légende
Records et Performances
- AR : Record continental (area record)
- CR : Record des championnats (championship record)
- MR : Record du meeting (meet record)
- NR : Record national (national record)
- OR : Record olympique (olympic record)
- PR : Record paralympique (paralympic record)
- PB : Record personnel (personal best)
- SB : Meilleure performance personnelle de la saison (season's best)
- WL : Meilleure performance mondiale de l'année (world leader)
- WJR : Record du monde junior (world junior record)
- WR : Record du monde (world record)

Circonstances et Conditions
- DNF : N'a pas terminé (did not finish)
- DNS : N'a pas pris le départ (did not start)
- DQ : Disqualification (disqualification)
- NM : Aucun essai valable enregistré (No Mark)
- Q : Qualifié « directement » au prochain tour (ou à la prochaine compétition), lors d'une compétition majeure, grâce au classement ou à la réalisation des minima (automatic qualifier)
- q : Qualifié au prochain tour (ou à la prochaine compétition), lors d'une compétition majeure, grâce au repêchage ou à la réalisation de l'une des meilleures performances parmi celles des « non qualifiés directement » (grâce au meilleur temps ou à la meilleure distance par exemple) (secondary qualifier)